# كيلدير
كيلدير (بالأيرلندية: Cill Dara) وتعني كنيسة البلوط، هي مدينة في مقاطعة كيلدير، أيرلندا. يبلغ عدد سكانها 8412 (حسب تعداد عام 2011)  مما يجعلها ثامن أكبر مدينة في مقاطعة كيلدير وال55 في الدولة، مع معدل نمو 8٪ منذ تعداد عام 2006. على الرغم من أن كيلدير هي من أعطت اسمها للمقاطعة، فإن ناس هي عاصمة المحافظة. وتقع البلدة على طريق R445، نحو 50 كم (31 ميل) غرب دبلن - قريبة بما فيه الكفاية من أجل أن أصبحت بلدة تابعة للعاصمة على الرغم من كونها مركزا إقليميا في حد ذاته.

## توأمة
لكيلدير اتفاقيات توأمة مع:
- دوفيل

## أعلام
- ماركوس رينسفورد
- كلير برادي
- غلين ريان
- إليزابيث غريفيث
- ديفيد بيرن
- غافين دوفي